# Polyethersulfon
Polyethersulfon (PESU, früher auch PES) bzw. nach chemischer Nomenklatur Poly(oxy-1,4-phenylsulfonyl-1,4-phenyl), ist ein zur Gruppe der Polysulfone gehörender technisch nutzbarer amorpher und damit transparenter Hochleistungsthermoplast.

## Darstellung
Die Synthese von Polyethersulfon kann sowohl über eine Polysulfonylierung als auch über eine Polyethersynthese ablaufen.

## Eigenschaften
Er ist transparent, hydrolysefest und chemisch beständig. Polyethersulfon ist dem Polysulfon (PSU) in der Beständigkeit gegenüber Chemikalien und in der Schlagzähigkeit überlegen. Er wird hauptsächlich für thermisch hochbelastete Teile (medizinische Geräte, Automobil- und Flugzeugbau, elektrische und elektronische Komponenten) verwendet.
Polyethersulfon erlebt derzeit einen Aufschwung als Material zur Herstellung von Baby-Artikeln (insbesondere Trinkflaschen). Die bislang üblichen Polycarbonat-Kunststoffe sind wegen des enthaltenen Bisphenols A mit Gesundheitsrisiken in Verbindung gebracht worden. Im Gegensatz zu den klar-transparenten Polycarbonat-Flaschen sind die Polyethersulfon-Alternativen leicht honigfarben.